# 瓦赫拉維里山
14°58′35″S 72°12′16″W / 14.97639°S 72.20444°W
瓦赫拉維里山（Waqrawiri），是秘魯的山峰，位於該國南部阿雷基帕大區的卡斯蒂利亞省，處於馬丘科查湖西北面，屬於安第斯山脈的一部分，海拔高度5,425米。